# Джефф Руссо
Джефф Руссо (англ. Jeff Russo; нар. 31 серпня 1969) — американський композитор, автор пісень, гітарист, вокалист, та музичний продюсер. Один з двох засновників американського музичного гурту Tonic та засновник акустичного рок-гурту Low Stars. Руссо, також відомий своєю творчістю як композитор саундтреків для різних телесеріалів, зокрема, Фарґо, Легіон, Counterpart і Зоряний шлях: Дискавері.

## Дискографія

### Саундтреки
| Роки          | Назва                       |
| ------------- | --------------------------- |
| 2004          | Гра з привидами             |
| 2014–сьогодні | Фарґо                       |
| 2015          | Tut                         |
| 2016          | American Gothic             |
| 2016          | The Night Of                |
| 2017–сьогодні | Легіон                      |
| 2017          | What Remains of Edith Finch |
| 2017–сьогодні | Snowfall                    |
| 2017–сьогодні | Зоряний шлях: Дискавері     |
| 2018          | Counterpart                 |
| 2018          | Зінакшений вуглець          |
| 2018          | Waco                        |
| 2018          | 22 милі                     |
| 2019–сьогодні | Академія Амбрелла           |
| TBA           | Lucy in the Sky             |
| 2020          | Зоряний шлях: Пікар         |